# Navidad sin fin
Navidad sin fin ist eine mexikanische Telenovela für Kinder aus dem Jahr 2001. Die Fernsehserie wurde ab dem 17. Dezember 2001 auf dem mexikanischen Fernsehsender Las Estrellas ausgestrahlt.

## Handlung
In der Weihnachtszeit findet der Lastwagenfahrer Pedro die beiden Kinder Angelita und Rodito alleine auf der Straße. Er rettet die Geschwister und nimmt sie mit zu sich und seiner Mutter Reina nach Hause. Angelita erklärt, dass ihr Vater ein sehr wichtiger Mann sei, der Pedros Freundlichkeit zu belohnen wisse. Jedoch scheint niemand zu ahnen, woher die Geschwister wirklich kommen. Die Kinder helfen vielen Menschen in der Gemeinde, insbesondere denjenigen, die sie in ihr Herz lassen können. Schließlich stellt sich heraus, dass es sich bei den beiden Kindern um Engelskinder handelt. Jedoch gibt es auch Menschen, die die Engel vernichten wollen.

## Hintergrund
Alfredo Gurrola führte die Regie und Eugenio Cobo produzierte die Serie, in der insgesamt 75 Schauspieler auftraten. Zwölf von diesen Schauspielern waren zu dem Drehzeitpunkt bereits durch andere Serien und Filme bekannt. Ana Bertha Lepe spielte mit der Rolle der Reina ihre letzte Filmrolle.

## Besetzung
| Rollenname                       | Darsteller | Beschreibung |
| Angelita und Rodito              | Delia Beatriz De la Cruz Delgado, Alejandra Barros, Nancy Patiño (Angelita) & Gustavo Cárdenas Ávila, Ignacio Lopez Tarso, Andrés Garza (Rodito) | Angelita und Rodito sind Engelskinder. Im Laufe der Serie treten sie in drei verschiedenen Gestalten auf. Zunächst sind sie Kinder und später Erwachsene.                                                                                   |
| Pedro Montes                     | Fernando Colunga | Pedro ist ein liebenswerter und hilfsbereiter Lastwagenfahrer, der mit seiner Mutter Reina zusammenlebt. |
| Reina                            | Ana Bertha Lepe | Reina ist die Mutter von Pedro. Sie ist mürrisch und weigert sich zunächst den Engelskindern zu helfen. Später jedoch gewinnt sie die Kinder lieb und versucht diese zu unterstützen.                                                       |
| Alberto                          | Sergio Sánchez | Alberto ist ein geldgieriger Mann, der versucht, mit Hilfe der Engelskinder Macht und Reichtum zu erlangen. |
| Veronica                         | Ivonne Corona | Veronica wird von ihrem Partner José Luis misshandelt. Als sie sich in Pedro verliebt, verlässt sie José. Pedro und Veronica heiraten und bekommen ein Baby.                                                                                |
| Matilde de Solares               | Blanca Sánchez | Matilde ist eine gütige Frau, die jedoch ihre Lebenslust verloren hat, seitdem ihr Sohn Alfonso verstorben ist. Später erfährt sie, dass Alfonso noch einen Sohn hatte: Rigoberto.                                                          |
| Pater Miguel                     | Xavier López | Pater Miguel ist ein Priester, der seinen Glauben verloren hat und trotzdem versucht sich dem Guten zu widmen. |
| Alejandra                        | Nora Salinas | Alejandra ist eine arme Mutter, die als Kellnerin arbeitet und so versucht ihren kranken Sohn zu unterstützen. |
| Francisco Gavilán Reyes „Pancho“ | Jorge Muñiz | Pancho ist ein fröhlicher und optimistischer Chauffeur. Er verliebt sich in Alejandra. |
| Blanca Alarcón                   | Luz María Aguilar | Blanca ist eine alte Frau, die ihres Besitztums beraubt und in ein Altenheim gesperrt wurde. |
| Manuel                           | Ramiro Torres | Manuel ist ein mutiger, kleiner Junge, dessen Schwester Monica im vorherigen Jahr spurlos verschwunden ist. Angelita erfährt schließlich, dass Manuels Schwester in den Vereinigten Staaten ist und kann die beiden wieder zusammenbringen. |